# Skørping Nykirke Kirkedistrikt
Skørping Nykirke Kirkedistrikt was een kirkedistrikt van de Deense Volkskerk in de Deense gemeente Rebild. In 2010 werden alle kerkdistricten in Denemarken opgeheven. De meeste werden zelfstandige parochies. Skørping Nykirke werd echter opgeheven en de kerk werd een tweede kerk binnen de parochie Skørping. 
Het kerkdistrict en telde in 2004 3132 kerkleden op een bevolking van 3132. 
Aarestrup · Bælum · Blenstrup · Buderup · Durup · Fræer · Gerding · Gravlev · Grynderup · Lyngby · Øster Hornum · Rørbæk · Siem · Skibsted · Skørping · Skørping Nykirke Kirkedistrikt · Solbjerg · Sønderup · Sørup · Stenild · Store Brøndum · Suldrup · Terndrup · Torup · Veggerby